# Megamelus metzaria
Megamelus metzaria är en insektsart som beskrevs av Crawford 1914. Megamelus metzaria ingår i släktet Megamelus och familjen sporrstritar. Inga underarter finns listade i Catalogue of Life.